# یواس‌اس سینچانا (ای‌ان-۱۲)
یواس‌اس سینچانا (ای‌ان-۱۲) (به انگلیسی: USS Cinchona (AN-12)) یک کشتی بود که طول آن 163' 2" بود. این کشتی در سال ۱۹۴۱ ساخته شد.